# Alpen Cup w biegach narciarskich 2021/2022
Alpen Cup w biegach narciarskich 2021/2022 to kolejna edycja tego cyklu zawodów. Rywalizacja rozpoczęła się 3 grudnia 2021 roku w szwajcarskim Ulrichen/Goms, a zakończyła się 13 marca 2022 roku we włoskiej Sappadzie.
Obrońcami tytułów byli: wśród kobiet Niemka Lisa Lohmann, a wśród mężczyzn Francuz Arnaud Chautemps.

## Kalendarz i wyniki

### Kobiety
| Lp.             | Data                                 | Miejscowość             | Dystans                          | 1. miejsce          | 2. miejsce      | 3. miejsce         |
| --------------- | ------------------------------------ | ----------------------- | -------------------------------- | ------------------- | --------------- | ------------------ |
| 1.              | 3 grudnia 2021                       | Ulrichen/Goms           | 10 km s. klasycznym              | Katherine Sauerbrey | Coralie Bentz   | Lisa Lohmann       |
| 2.              | 4 grudnia 2021                       | Ulrichen/Goms           | Sprint s. dowolnym (1.3 km)      | Lisa Unterweger     | Lisa Lohmann    | Barbara Walchhofer |
| 3.              | 5 grudnia 2021                       | Ulrichen/Goms           | 10 km s. dowolnym (start masowy) | Katherine Sauerbrey | Coralie Bentz   | Cristina Pittin    |
| 4.              | 18 grudnia 2021                      | St. Ulrich am Pillersee | 10 km s. klasycznym              | Katherine Sauerbrey | Lisa Lohmann    | Nadja Kälin        |
| 5.              | 19 grudnia 2021                      | St. Ulrich am Pillersee | 10 km s. dowolnym (start masowy) | Katherine Sauerbrey | Nadja Kälin     | Lydia Hiernickel   |
|                 | 7 stycznia 2022                      | Nové Město na Moravě    | Sprint s. dowolnym (1 km)        | Odwołano            | Odwołano        | Odwołano           |
| 8 stycznia 2022 | 10 km s. dowolnym                    | Nové Město na Moravě    | Odwołano                         | Odwołano            | Odwołano        |                    |
| 9 stycznia 2022 | 10 km s. klasycznym (bieg pościgowy) | Nové Město na Moravě    | Odwołano                         | Odwołano            | Odwołano        |                    |
| 6.              | 8 stycznia 2022                      | St. Ulrich am Pillersee | Sprint s. dowolnym (1.1 km)      | Alina Meier         | Lisa Unterweger | Anja Weber         |
| 7.              | 9 stycznia 2022                      | St. Ulrich am Pillersee | 10 km s. klasycznym              | Nadja Kälin         | Lisa Unterweger | Amelie Hofmann     |
| 8.              | 22 stycznia 2022                     | Oberstdorf              | Sprint s. klasycznym (1.2 km)    | Laura Gimmler       | Sofie Krehl     | Coletta Rydzek     |
| 9.              | 23 stycznia 2022                     | Oberstdorf              | 15 km s. dowolnym (start masowy) | Lisa Lohmann        | Nadja Kälin     | Kim Hager          |
| 10.             | 4 lutego 2022                        | Planica                 | 10 km s. klasycznym              | Lisa Lohmann        | Désirée Steiner | Nicole Monsorno    |
| 11.             | 5 lutego 2022                        | Planica                 | Sprint s. dowolnym (1.4 km)      | Lea Fischer         | Lisa Lohmann    | Adéla Nováková     |
| 12.             | 6 lutego 2022                        | Planica                 | 15 km s. dowolnym (start masowy) | Lea Fischer         | Lisa Lohmann    | Linda Schumacher   |
| 13.             | 12 marca 2022                        | Sappada                 | 10 km s. klasycznym              | Anja Weber          | Martina Bellini | Alayna Sonnesyn    |
| 14.             | 13 marca 2022                        | Sappada                 | 10 km s. dowolnym (start masowy) | Alayna Sonnesyn     | Anja Weber      | Cristina Pittin    |

### Mężczyźni
| Lp.             | Data                                 | Miejscowość             | Dystans                          | 1. miejsce        | 2. miejsce       | 3. miejsce       |
| --------------- | ------------------------------------ | ----------------------- | -------------------------------- | ----------------- | ---------------- | ---------------- |
| 1.              | 3 grudnia 2021                       | Ulrichen/Goms           | 15 km s. klasycznym              | Albert Kuchler    | Martin Collet    | Martin Coradazzi |
| 2.              | 4 grudnia 2021                       | Ulrichen/Goms           | Sprint s. dowolnym (1.5 km)      | Francesco Manzoni | Giovanni Ticco   | Sabin Coupat     |
| 3.              | 5 grudnia 2021                       | Ulrichen/Goms           | 15 km s. dowolnym (start masowy) | Tom Mancini       | Sabin Coupat     | Gérard Agnellet  |
| 4.              | 18 grudnia 2021                      | St. Ulrich am Pillersee | 15 km s. klasycznym              | Jewgienij Biełow  | Dario Cologna    | Albert Kuchler   |
| 5.              | 19 grudnia 2021                      | St. Ulrich am Pillersee | 15 km s. dowolnym (start masowy) | Cyril Fähndrich   | Tom Mancini      | Martin Collet    |
|                 | 7 stycznia 2022                      | Nové Město na Moravě    | Sprint s. dowolnym (1 km)        | Odwołano          | Odwołano         | Odwołano         |
| 8 stycznia 2022 | 15 km s. dowolnym                    | Nové Město na Moravě    | Odwołano                         | Odwołano          | Odwołano         |                  |
| 9 stycznia 2022 | 15 km s. klasycznym (bieg pościgowy) | Nové Město na Moravě    | Odwołano                         | Odwołano          | Odwołano         |                  |
| 6.              | 8 stycznia 2022                      | St. Ulrich am Pillersee | Sprint s. dowolnym (1.6 km)      | Valerio Grond     | Janik Riebli     | Arnaud Chautemps |
| 7.              | 9 stycznia 2022                      | St. Ulrich am Pillersee | 15 km s. klasycznym              | Jason Rüesch      | Théo Schely      | Ueli Schnider    |
| 8.              | 22 stycznia 2022                     | Oberstdorf              | Sprint s. klasycznym (1.5 km)    | Jules Chappaz     | Valerio Grond    | Mikael Abram     |
| 9.              | 23 stycznia 2022                     | Oberstdorf              | 30 km s. dowolnym (start masowy) | Jason Rüesch      | Arnaud Chautemps | Beda Klee        |
| 10.             | 4 lutego 2022                        | Planica                 | 15 km s. klasycznym              | Jules Chappaz     | Théo Schely      | Simone Daprà     |
| 11.             | 5 lutego 2022                        | Planica                 | Sprint s. dowolnym (1.4 km)      | Jules Chappaz     | Cédric Steiner   | Cyril Fähndrich  |
| 12.             | 6 lutego 2022                        | Planica                 | 15 km s. dowolnym (start masowy) | Martin Collet     | Gaspard Rousset  | Théo Schely      |
| 13.             | 12 marca 2022                        | Sappada                 | 15 km s. klasycznym              | Dietmar Nöckler   | Gaspard Rousset  | Martin Coradazzi |
| 14.             | 13 marca 2022                        | Sappada                 | 15 km s. dowolnym (start masowy) | Cyril Fähndrich   | Simone Daprà     | Sabin Coupat     |

## Klasyfikacje
| Lp. | Zawodniczka         | Punkty |
| --- | ------------------- | ------ |
| 1.  | Lisa Lohmann        | 688    |
| 2.  | Nadja Kälin         | 423    |
| 3.  | Katherine Sauerbrey | 412    |
| 4.  | Anja Weber          | 388    |
| 5.  | Désirée Steiner     | 359    |
| 6.  | Lea Fischer         | 319    |
| 7.  | Martina Bellini     | 310    |
| 8.  | Amelie Hofmann      | 300    |
| 9.  | Coralie Bentz       | 281    |
| 10. | Juliette Ducordeau  | 263    |
| 11. | Lisa Unterweger     | 260    |
| 12. | Kim Hager           | 258    |
| 13. | Linda Schumacher    | 248    |
| 14. | Adéla Nováková      | 246    |
| 15. | Alexandra Danner    | 245    |

| Lp. | Zawodnik             | Punkty |
| --- | -------------------- | ------ |
| 1.  | Théo Schely          | 470    |
| 2.  | Cyril Fähndrich      | 468    |
| 3.  | Martin Collet        | 459    |
| 4.  | Gaspard Rousset      | 457    |
| 5.  | Jules Chappaz        | 379    |
| 6.  | Sabin Coupat         | 320    |
| 7.  | Tom Mancini          | 313    |
| 8.  | Cédric Steiner       | 305    |
| 9.  | Simone Daprà         | 299    |
| 10. | Jan-Friedrich Doerks | 245    |
| 11. | Martin Coradazzi     | 229    |
| 12. | Jason Rüesch         | 222    |
| 13. | Florian Knopf        | 221    |
| 14. | Albert Kuchler       | 212    |
| 15. | Rémi Bourdin         | 210    |
| 15. | Julien Arnaud        | 210    |

## Wyniki Polaków

### Kobiety
| Zawodniczka         | Ulrichen/Goms 03.12 (10 km C) | Ulrichen/Goms 04.12 (SP F) | Ulrichen/Goms 05.12 (10 km F) | St. Ulrich am Pillersee 18.12 (10 km C) | St. Ulrich am Pillersee 19.12 (10 km F) | St. Ulrich am Pillersee 08.01 (SP F) | St. Ulrich am Pillersee 09.01 (10 km C) | Oberstdorf 22.01 (SP C) | Oberstdorf 23.01 (15 km F) | Planica 12.03 (10 km C) | Planica 13.03 (SP F) | Planica 14.03 (15 km F) | Sappada 19.12 (10 km C) | Sappada 20.12 (10 km F) |
| ------------------- | ----------------------------- | -------------------------- | ----------------------------- | --------------------------------------- | --------------------------------------- | ------------------------------------ | --------------------------------------- | ----------------------- | -------------------------- | ----------------------- | -------------------- | ----------------------- | ----------------------- | ----------------------- |
| Magdalena Kobielusz | –                             | –                          | –                             | 24                                      | 32                                      | –                                    | –                                       | –                       | –                          | –                       | –                    | –                       | –                       | –                       |

### Mężczyźni
| Zawodnik        | Ulrichen/Goms 03.12 (15 km C) | Ulrichen/Goms 04.12 (SP F) | Ulrichen/Goms 05.12 (15 km F) | St. Ulrich am Pillersee 18.12 (15 km C) | St. Ulrich am Pillersee 19.12 (15 km F) | St. Ulrich am Pillersee 08.01 (SP F) | St. Ulrich am Pillersee 09.01 (15 km C) | Oberstdorf 22.01 (SP C) | Oberstdorf 23.01 (30 km F) | Planica 12.03 (15 km C) | Planica 13.03 (SP F) | Planica 14.03 (15 km F) | Sappada 19.12 (15 km C) | Sappada 20.12 (15 km F) |
| --------------- | ----------------------------- | -------------------------- | ----------------------------- | --------------------------------------- | --------------------------------------- | ------------------------------------ | --------------------------------------- | ----------------------- | -------------------------- | ----------------------- | -------------------- | ----------------------- | ----------------------- | ----------------------- |
| Kacper Antolec  | 52                            | 80                         | 49                            | –                                       | –                                       | –                                    | –                                       | –                       | –                          | –                       | –                    | –                       | –                       | –                       |
| Mateusz Haratyk | –                             | –                          | –                             | 40                                      | 30                                      | –                                    | –                                       | –                       | –                          | –                       | –                    | –                       | –                       | –                       |
| Michał Skowron  | –                             | –                          | –                             | 51                                      | 35                                      | –                                    | –                                       | –                       | –                          | –                       | –                    | –                       | DNF                     | 37                      |